# Ernst-Reuter-Platz (metropolitana di Berlino)
La stazione di Ernst-Reuter-Platz è una stazione della metropolitana di Berlino, sulla linea U2.
È posta sotto tutela monumentale (Denkmalschutz).